# Le Bourg-Saint-Léonard
Le Bourg-Saint-Léonard és un municipi francès situat al departament de l'Orne i a la regió de Normandia. L'any 2007 tenia 429 habitants.

## Demografia

### Població
El 2007 la població de fet de Le Bourg-Saint-Léonard era de 429 persones. Hi havia 180 famílies de les quals 44 eren unipersonals (20 homes vivint sols i 24 dones vivint soles), 76 parelles sense fills, 52 parelles amb fills i 8 famílies monoparentals amb fills.
La població ha evolucionat segons el següent gràfic:
Habitants censats

### Habitatges
El 2007 hi havia 214 habitatges, 181 eren l'habitatge principal de la família, 18 eren segones residències i 15 estaven desocupats. 208 eren cases i 5 eren apartaments. Dels 181 habitatges principals, 137 estaven ocupats pels seus propietaris, 36 estaven llogats i ocupats pels llogaters i 8 estaven cedits a títol gratuït; 8 tenien dues cambres, 32 en tenien tres, 54 en tenien quatre i 87 en tenien cinc o més. 85 habitatges disposaven pel capbaix d'una plaça de pàrquing. A 86 habitatges hi havia un automòbil i a 84 n'hi havia dos o més.

### Piràmide de població
La piràmide de població per edats i sexe el 2009 era:
| Homes | Edats   | Dones |
| ----- | ------- | ----- |
| 0     | 95 o +  | 0     |
| 0     | 90 a 94 | 0     |
| 4     | 85 a 89 | 4     |
| 0     | 80 a 84 | 0     |
| 8     | 75 a 79 | 12    |
| 4     | 70 a 74 | 8     |
| 12    | 65 a 69 | 16    |
| 16    | 60 a 64 | 0     |
| 4     | 55 a 59 | 12    |
| 8     | 50 a 54 | 4     |
| 28    | 45 a 49 | 16    |
| 24    | 40 a 44 | 20    |
| 8     | 35 a 39 | 8     |
| 20    | 30 a 34 | 16    |
| 12    | 25 a 29 | 12    |
| 12    | 20 a 24 | 8     |
| 12    | 15 a 19 | 16    |
| 28    | 10 a 14 | 16    |
| 24    | 5 a 9   | 8     |
| 20    | 0 a 4   | 4     |

## Economia
El 2007 la població en edat de treballar era de 287 persones, 217 eren actives i 70 eren inactives. De les 217 persones actives 198 estaven ocupades (114 homes i 84 dones) i 19 estaven aturades (7 homes i 12 dones). De les 70 persones inactives 28 estaven jubilades, 18 estaven estudiant i 24 estaven classificades com a «altres inactius».

### Ingressos
El 2009 a Le Bourg-Saint-Léonard hi havia 192 unitats fiscals que integraven 443,5 persones, la mediana anual d'ingressos fiscals per persona era de 16.889 €.

### Activitats econòmiques
Dels 15 establiments que hi havia el 2007, 1 era d'una empresa alimentària, 1 d'una empresa de fabricació d'altres productes industrials, 4 d'empreses de construcció, 4 d'empreses de comerç i reparació d'automòbils, 1 d'una empresa de transport, 2 d'empreses d'hostatgeria i restauració, 1 d'una empresa immobiliària i 1 d'una empresa classificada com a «altres activitats de serveis».
Dels 8 establiments de servei als particulars que hi havia el 2009, 1 era un paleta, 1 fusteria, 3 lampisteries, 1 perruqueria i 2 restaurants.
Dels 2 establiments comercials que hi havia el 2009, 1 era una botiga de més de 120 m² i 1 una botiga de menys de 120 m².
L'any 2000 a Le Bourg-Saint-Léonard hi havia 13 explotacions agrícoles que ocupaven un total de 300 hectàrees.

## Equipaments sanitaris i escolars
El 2009 hi havia una escola elemental integrada dins d'un grup escolar amb les comunes properes formant una escola dispersa.

## Poblacions més properes
El següent diagrama mostra les poblacions més properes.